# Tambor
Tambor is een compositie van Joan Tower uit 1998.
Joan Tower componeerde dit werk voor symfonieorkest, maar eigenlijk is een verkapt concert voor percussie-instrumenten en orkest. Tower heeft haar jeugd doorgebracht in Bolivia en daar haalt zij dan ook de inspiratie voor haar ritmisch getinte composities vandaan. Tambor (Spaans voor slagwerk) heeft solopartijen voor diverse percussie-instrumenten individueel en in groepen. Er zijn zelfs cadenzas voor de slagwerkers ingevoegd. De compositie is verder zo geschreven dat de rest van het orkest onder invloed komt te staan van het slagwerk. Muziek voor de blaasinstrumenten is ook sterk ritmisch gecomponeerd, waardoor je bijna het idee hebt dat die instrumenten repetitieve muziek spelen, korte herhaalde stoten achter elkaar.

De slagwerkpartij heeft veel weg van Fanfare for the common man van Aaron Copland.
De première vond plaats in mei 1998, door het Pittsburgh Symphony Orchestra onder leiding van Mariss Jansons. Zij gaven ook de opdracht tot deze compositie. Het werk van een kwartier is opgedragen aan de vice-programmasamensteller van dat orkest.

## Bron en discografie
- Naxos 8559328; Nashville Orchestra, o.l.v. Leonard Slatkin.